# Brigadoon (musikal)
Brigadoon är en musikal med manus och sångtexter av Alan Jay Lerner och musik av Frederick Loewe. Urpremiären ägde rum 1947 på Broadway. Svensk premiär ägde rum på Oscarsteatern 1947. 1954 gjordes en filmversion med samma namn, regisserad av Vincente Minnelli och med Gene Kelly och Cyd Charisse i huvudrollerna.

## Handling
Brigadoon handlar om de två amerikanska turisterna Tommy och Jeff som under en fotvandring på de skotska hedarna stöter på byn Brigadoon, som inte finns med på deras kartor. Under besöket får de veta att byns präst för tvåhundra år sedan bad till Gud att skydda dem från världen utanför, vilket ledde till att byn helt försvann bara för att dyka upp under ett dygn var hundrade år. Tommy lär känna Fiona och förälskar sig, men får veta att hon inte kan följa med honom. Om någon enda från byn ger sig av kommer byn att försvinna för evigt. Tommy måste nu välja att lämna Fiona eller säga farväl till yttervärlden.
Låten Almost like being in love blev en stor succé och har spelats in av bland andra Frank Sinatra, Judy Garland, Chet Baker, Ella Fitzgerald och Rufus Wainwright.

## Svenska uppsättningar
Redan samma år som urpremiären på Broadway fick Brigadoon sin svenska premiär på Oscarsteatern i regi av Per-Axel Branner, koreografi av Albert Koslovsky och med Stig Westerberg som dirigent. 
Medverkande: 
- Tommy Albright – Lauritz Falk
- Jeff Douglas – Sture Lagerwall
- Andrew MacLaren – Sten Lindgren
- Fiona MacLaren – Ingrid Eksell
- Jean MacLaren – Ulla Andreasson
- Mr Lundie – Hilding Gavle
- Meg Brockie – Marguerite Hesse
- Charles Dalrymple – Börje Nilsson
- Stuart Dalrymple – Vincent Jonasson
- Archie Beaton – John Melin
- Harry Beaton – Nils Kihlberg
- Sandy Dean – Bo Lindström
- Angus MacGuffie – Sten-Gunnar Wennerberg
- Carol Ashton – Agneta Lagerfeldt
- Frank – Palle Granditsky.

Säckpipsmusiken utfördes av Mr. Donald MacLean, och Mr. John MacFadyen.
Dansare: Elsa-Marianne von Rosen, John-Ivar Deckner, Eva Hemming, Per-Arne Qvarsebo, Nina Dombrowska och Balettkören.